# Llista de topònims de Viladecavalls
Llista de topònims (noms propis de lloc) del municipi de Viladecavalls, al Vallès Occidental
Informació actualitzada per un bot. Els canvis manuals es perdran quan s'actualitzi!

## curs d'aigua
| imatge | Nom                    | Ubicat a                                               | instància de | Detalls                               | coordenades                                                                                               | Protecció | Commons (més fotos) | Dades a WD                    |
| ------ | ---------------------- | ------------------------------------------------------ | ------------ | ------------------------------------- | --- | --------- | ------------------- | ----------------------------- |
|        | riera de Gaià          | Terrassa Ullastrell Viladecavalls Abrera Castellbisbal | curs d'aigua | Desemboca: Llobregat                  | 41° 37′ 47″ N, 1° 58′ 01″ E / 41.629803°N,1.966996°E 41° 29′ 43″ N, 1° 55′ 21″ E / 41.495216°N,1.922553°E |           | Riera de Gaià       | Modifica les dades a Wikidata |
|        | riera de Sant Jaume    | Vacarisses Olesa de Montserrat Viladecavalls Abrera    | curs d'aigua | Desemboca: riera de Gaià              | 41° 34′ 30″ N, 1° 55′ 12″ E / 41.5749°N,1.92003°E                                                         |           |                     | Modifica les dades a Wikidata |
|        | torrent de Can Buxeres | Viladecavalls                                          | curs d'aigua | Desemboca: riera de Sant Jaume        | 41° 34′ 21″ N, 1° 56′ 54″ E / 41.57249°N,1.94821°E ca:Serra de Collcardús                                 |           |                     | Modifica les dades a Wikidata |
|        | torrent de la Roca     | Terrassa Viladecavalls                                 | curs d'aigua | Desemboca: riera de Gaià Llarg: 2.7km | 41° 35′ 17″ N, 1° 58′ 06″ E / 41.58796°N,1.96821°E 41° 34′ 21″ N, 1° 58′ 21″ E / 41.572503°N,1.972564°E   |           |                     | Modifica les dades a Wikidata |
|        | torrent del Llor       | Vacarisses Terrassa Viladecavalls                      | curs d'aigua | Desemboca: riera de Gaià Llarg: 8.6km | 41° 36′ 37″ N, 1° 57′ 23″ E / 41.610262°N,1.956308°E 41° 33′ 56″ N, 1° 58′ 12″ E / 41.565538°N,1.969957°E |           |                     | Modifica les dades a Wikidata |
|        | torrent del Salt       | Terrassa Viladecavalls                                 | curs d'aigua | Desemboca: riera de Gaià Llarg: 4km   | 41° 33′ 12″ N, 1° 59′ 23″ E / 41.55344°N,1.989848°E 41° 32′ 23″ N, 1° 57′ 31″ E / 41.539728°N,1.958723°E  |           |                     | Modifica les dades a Wikidata |

## ens local històric de Catalunya
| imatge | Nom                  | Ubicat a      | instància de                           | Detalls | coordenades                                          | Protecció | Commons (més fotos) | Dades a WD                    |
| ------ | -------------------- | ------------- | -------------------------------------- | ------- | ---------------------------------------------------- | --------- | ------------------- | ----------------------------- |
|        | Quadra de Clarà      | Viladecavalls | ens local històric de Catalunya quadra |         | 41° 32′ 16″ N, 1° 57′ 20″ E / 41.537886°N,1.955429°E |           |                     | Modifica les dades a Wikidata |
|        | Sant Martí de Sorbet | Viladecavalls | ens local històric de Catalunya        |         | 41° 33′ 28″ N, 1° 57′ 18″ E / 41.557742°N,1.954894°E |           |                     | Modifica les dades a Wikidata |

## entitat singular de població
| imatge | Nom                          | Ubicat a      | instància de                                                                   | Detalls  | coordenades | Protecció | Commons (més fotos)     | Dades a WD                    |
| ------ | ---------------------------- | ------------- | ------------------------------------------------------------------------------ | -------- | --- | --------- | ----------------------- | ----------------------------- |
|        | Can Corbera                  | Viladecavalls | entitat singular de població                                                   | 306 hab  | 41° 33′ 54″ N, 1° 57′ 23″ E / 41.56508333°N,1.95641667°E                                                             |           |                         | Modifica les dades a Wikidata |
|        | Can Mir                      | Viladecavalls | entitat singular de població                                                   | 3 hab    | 41° 33′ 10″ N, 1° 58′ 12″ E / 41.552686°N,1.970114°E 243 msnm                                                        |           |                         | Modifica les dades a Wikidata |
|        | Can Tries                    | Viladecavalls | entitat singular de població                                                   | 2351 hab | 41° 33′ 35″ N, 1° 59′ 00″ E / 41.55971°N,1.98327°E 296 msnm                                                          |           |                         | Modifica les dades a Wikidata |
|        | Can Turu                     | Viladecavalls | entitat singular de població                                                   | 1227 hab | 41° 32′ 56″ N, 1° 57′ 16″ E / 41.54892778°N,1.95445°E 304 msnm                                                       |           |                         | Modifica les dades a Wikidata |
|        | Polígon industrial Can Tries | Viladecavalls | entitat singular de població polígon industrial                                | 7 hab    | 41° 33′ 43″ N, 1° 58′ 19″ E / 41.56185727°N,1.97183989°E 41° 33′ 43″ N, 1° 58′ 43″ E / 41.56198°N,1.97861°E 246 msnm |           |                         | Modifica les dades a Wikidata |
|        | Sant Miquel de Gonteres      | Viladecavalls | entitat singular de població                                                   | 1366 hab | 41° 34′ 08″ N, 1° 58′ 26″ E / 41.56877222°N,1.97384722°E 265 msnm                                                    |           | Sant Miquel de Gonteres | Modifica les dades a Wikidata |
|        | Viladecavalls                | Viladecavalls | entitat singular de població capital municipal ens local històric de Catalunya | 2073 hab | 41° 33′ 19″ N, 1° 57′ 15″ E / 41.55524845037879°N,1.9541774576649111°E 275 msnm                                      |           |                         | Modifica les dades a Wikidata |
|        | el Molinot                   | Viladecavalls | entitat singular de població                                                   | 31 hab   | 41° 34′ 34″ N, 1° 57′ 56″ E / 41.576158°N,1.965692°E 330 msnm                                                        |           |                         | Modifica les dades a Wikidata |
|        | la Planassa                  | Viladecavalls | entitat singular de població                                                   | 415 hab  | 41° 33′ 45″ N, 1° 57′ 14″ E / 41.56248056°N,1.95401944°E 292 msnm                                                    |           |                         | Modifica les dades a Wikidata |
|        | la Tendera                   | Viladecavalls | entitat singular de població                                                   | 11 hab   | 41° 32′ 57″ N, 1° 58′ 25″ E / 41.54905556°N,1.97358889°E 232 msnm                                                    |           |                         | Modifica les dades a Wikidata |

## església
| imatge | Nom                      | Ubicat a                           | instància de                 | Detalls                                                    | coordenades                                                                                  | Protecció                                  | Commons (més fotos)    | Dades a WD                    |
| ------ | ------------------------ | ---------------------------------- | ---------------------------- | ---------------------------------------------------------- | -------------------------------------------------------------------------------------------- | ------------------------------------------ | ---------------------- | ----------------------------- |
|        | Sant Lluís de Boixeres   | Viladecavalls                      | església capella             |                                                            | 41° 34′ 29″ N, 1° 57′ 00″ E / 41.5746655378789°N,1.94987729490496°E ca:masia de Can Boixeres |                                            |                        | Modifica les dades a Wikidata |
|        | Sant Martí de Sorbet     | Viladecavalls Sant Martí de Sorbet | església església parroquial | Estil: arquitectura neoclàssica historicisme arquitectònic | 41° 33′ 28″ N, 1° 57′ 18″ E / 41.557742°N,1.954894°E ca:Plaça de l'Església                  | bé integrant del patrimoni cultural català | Sant Martí de Sorbet   | Modifica les dades a Wikidata |
|        | Sant Miquel de Guanteres | Viladecavalls                      | església capella             |                                                            | 41° 34′ 02″ N, 1° 58′ 30″ E / 41.56716°N,1.974881°E                                          |                                            |                        | Modifica les dades a Wikidata |
|        | Sant Miquel de Toudell   | Viladecavalls                      | església                     | Estil: arquitectura romànica 12nd century                  | 41° 33′ 10″ N, 1° 58′ 12″ E / 41.552709°N,1.970107°E ca:Polígon Ind. Can Mir, crtra. B-120   | bé cultural d'interès local                | Sant Miquel de Toudell | Modifica les dades a Wikidata |
|        | Santa Maria de Toudell   | Viladecavalls                      | església                     | Estil: arquitectura romànica 12nd century                  | 41° 33′ 47″ N, 1° 58′ 48″ E / 41.563°N,1.98001°E ca:Al costat de la masia de can Tries       | bé cultural d'interès local                | Santa Maria de Toudell | Modifica les dades a Wikidata |

## estació de ferrocarril
| imatge | Nom                                                | Ubicat a      | instància de           | Detalls                               | coordenades                                                            | Protecció | Commons (més fotos) | Dades a WD                    |
| ------ | -------------------------------------------------- | ------------- | ---------------------- | ------------------------------------- | ---------------------------------------------------------------------- | --------- | ------------------- | ----------------------------- |
|        | Estació de Sant Miquel de Gonteres - Viladecavalls | Viladecavalls | estació de ferrocarril |                                       | 41° 34′ 09″ N, 1° 58′ 26″ E / 41.56905555555556°N,1.9739166666666668°E |           |                     | Modifica les dades a Wikidata |
|        | Estació de Viladecavalls                           | Viladecavalls | estació de ferrocarril | 19th century                          | 41° 33′ 50″ N, 1° 57′ 26″ E / 41.5638°N,1.95713°E ca:Camí de l'Estació |           |                     | Modifica les dades a Wikidata |
|        | Estació de Viladecavalls Sud                       | Viladecavalls | estació de ferrocarril | Estat: estructura o edifici proposats | 41° 33′ 28″ N, 1° 57′ 35″ E / 41.5579°N,1.95964°E                      |           |                     | Modifica les dades a Wikidata |

## font
| imatge | Nom                  | Ubicat a      | instància de | Detalls      | coordenades                                                               | Protecció | Commons (més fotos) | Dades a WD                    |
| ------ | -------------------- | ------------- | ------------ | ------------ | ------------------------------------------------------------------------- | --------- | ------------------- | ----------------------------- |
|        | font de Sant Miquel  | Viladecavalls | font         | 20th century | 41° 34′ 16″ N, 1° 57′ 35″ E / 41.57106°N,1.95973°E ca:Serra de Collcardús |           |                     | Modifica les dades a Wikidata |
|        | font de can Margarit | Viladecavalls | font         | 18th century | 41° 34′ 33″ N, 1° 56′ 46″ E / 41.5759°N,1.94602°E ca:Serra de Collcardús  |           |                     | Modifica les dades a Wikidata |
|        | font del Bosc        | Viladecavalls | font         | 20th century | 41° 34′ 21″ N, 1° 58′ 20″ E / 41.57247°N,1.97221°E ca:Riera de Gaià       |           |                     | Modifica les dades a Wikidata |
|        | font del Molinot     | Viladecavalls | font         |              | 41° 34′ 26″ N, 1° 57′ 51″ E / 41.57401°N,1.96422°E ca:Torrent del Llor    |           |                     | Modifica les dades a Wikidata |

## forn de calç
| imatge | Nom                             | Ubicat a      | instància de | Detalls                     | coordenades                                                               | Protecció                                  | Commons (més fotos) | Dades a WD                    |
| ------ | ------------------------------- | ------------- | ------------ | --------------------------- | ------------------------------------------------------------------------- | ------------------------------------------ | ------------------- | ----------------------------- |
|        | Forn Riscal                     | Viladecavalls | forn de calç | 19th century                | 41° 34′ 34″ N, 1° 57′ 20″ E / 41.57614°N,1.95559°E ca:Serra de Collcardús |                                            |                     | Modifica les dades a Wikidata |
|        | Forn de Can Margarit II         | Viladecavalls | forn de calç | Estil: arquitectura popular |                                                                           | bé integrant del patrimoni cultural català |                     | Modifica les dades a Wikidata |
|        | Forn de calç de can Margarit I  | Viladecavalls | forn de calç |                             | 41° 34′ 38″ N, 1° 57′ 26″ E / 41.57727°N,1.95734°E ca:Serra de Collcardús |                                            |                     | Modifica les dades a Wikidata |
|        | Forn de calç de can Margarit II | Viladecavalls | forn de calç |                             | 41° 34′ 34″ N, 1° 57′ 19″ E / 41.57617°N,1.95537°E ca:Serra de Collcardús |                                            |                     | Modifica les dades a Wikidata |
|        | Forn del Riscal                 | Viladecavalls | forn de calç | Estil: arquitectura popular |                                                                           | bé integrant del patrimoni cultural català |                     | Modifica les dades a Wikidata |
|        | Forn del Roure                  | Viladecavalls | forn de calç | Estil: arquitectura popular |                                                                           | bé integrant del patrimoni cultural català |                     | Modifica les dades a Wikidata |

## granja
| imatge | Nom                     | Ubicat a      | instància de | Detalls | coordenades                                                         | Protecció | Commons (més fotos) | Dades a WD                    |
| ------ | ----------------------- | ------------- | ------------ | ------- | ------------------------------------------------------------------- | --------- | ------------------- | ----------------------------- |
|        | Granges Sant Miquel SL  | Viladecavalls | granja       |         | 41° 33′ 14″ N, 1° 58′ 10″ E / 41.5538104501345°N,1.96940067005443°E |           |                     | Modifica les dades a Wikidata |
|        | Granja Riera            | Viladecavalls | granja       |         | 41° 32′ 59″ N, 1° 57′ 57″ E / 41.549743510015°N,1.96586817028612°E  |           |                     | Modifica les dades a Wikidata |
|        | Granja de Can Coromines | Viladecavalls | granja       |         | 41° 32′ 22″ N, 1° 57′ 13″ E / 41.5394808530975°N,1.95353974741431°E |           |                     | Modifica les dades a Wikidata |

## indret
| imatge | Nom                 | Ubicat a      | instància de | Detalls | coordenades                                                               | Protecció | Commons (més fotos) | Dades a WD                    |
| ------ | ------------------- | ------------- | ------------ | ------- | ------------------------------------------------------------------------- | --------- | ------------------- | ----------------------------- |
|        | fondal dels Llorers | Viladecavalls | indret       |         | 41° 34′ 39″ N, 1° 56′ 44″ E / 41.57763°N,1.94546°E ca:Serra de Collcardús |           |                     | Modifica les dades a Wikidata |
|        | la Pedra Degollada  | Viladecavalls | indret       |         | 41° 34′ 25″ N, 1° 57′ 15″ E / 41.57366°N,1.95421°E ca:Serra de Collcardús |           |                     | Modifica les dades a Wikidata |
|        | les Torres Verdes   | Viladecavalls | indret       |         | 41° 34′ 11″ N, 1° 57′ 57″ E / 41.56983°N,1.96586°E ca:Les Torres Verdes   |           |                     | Modifica les dades a Wikidata |
|        | racó dels Trèmols   | Viladecavalls | indret       |         | 41° 34′ 16″ N, 1° 57′ 09″ E / 41.5712°N,1.95257°E ca:Serra de Collcardús  |           |                     | Modifica les dades a Wikidata |

## masia
| imatge | Nom                       | Ubicat a      | instància de | Detalls                                                  | coordenades                                                                                             | Protecció                                  | Commons (més fotos)         | Dades a WD                    |
| ------ | ------------------------- | ------------- | ------------ | -------------------------------------------------------- | --- | ------------------------------------------ | --------------------------- | ----------------------------- |
|        | Ca n'Oleguer              | Viladecavalls | masia        | 19th century                                             | 41° 32′ 34″ N, 1° 56′ 45″ E / 41.5426631058518°N,1.94594734789216°E ca:Urbanització de Can Turu         |                                            |                             | Modifica les dades a Wikidata |
|        | Cal Dentista              | Viladecavalls | masia        |                                                          | 41° 33′ 07″ N, 1° 56′ 42″ E / 41.5520583979639°N,1.94505129625795°E                                     |                                            |                             | Modifica les dades a Wikidata |
|        | Cal Frare                 | Viladecavalls | masia        |                                                          | 41° 32′ 22″ N, 1° 56′ 47″ E / 41.5395684947212°N,1.9463692451839°E                                      |                                            |                             | Modifica les dades a Wikidata |
|        | Can Baiona                | Viladecavalls | masia        | Estil: arquitectura popular 19th century                 | 41° 33′ 03″ N, 1° 56′ 01″ E / 41.550972°N,1.933672°E ca:Camí de Can Baiona                              | bé cultural d'interès local                |                             | Modifica les dades a Wikidata |
|        | Can Boada de les Parentes | Viladecavalls | masia        | Estil: arquitectura popular                              | 41° 34′ 17″ N, 1° 56′ 22″ E / 41.571435°N,1.939368°E ca:Serra de Collcardús                             | bé cultural d'interès local                |                             | Modifica les dades a Wikidata |
|        | Can Cabassa               | Viladecavalls | masia        | Estil: arquitectura popular 16th century                 | 41° 32′ 16″ N, 1° 57′ 20″ E / 41.537886°N,1.955429°E ca:Camí de Can Cabassa                             | bé cultural d'interès local                |                             | Modifica les dades a Wikidata |
|        | Can Corbera               | Viladecavalls | masia        | Estil: arquitectura popular                              | 41° 33′ 45″ N, 1° 57′ 32″ E / 41.562542°N,1.958834°E ca:Camí de Can Corbera                             | bé integrant del patrimoni cultural català |                             | Modifica les dades a Wikidata |
|        | Can Coromines             | Viladecavalls | masia        | Estil: arquitectura popular                              | 41° 32′ 30″ N, 1° 57′ 21″ E / 41.541628°N,1.955908°E ca:Camí de Can Coromines                           | bé cultural d'interès local                |                             | Modifica les dades a Wikidata |
|        | Can Duran                 | Viladecavalls | masia        |                                                          | 41° 32′ 46″ N, 1° 56′ 00″ E / 41.546058639133°N,1.93323113869906°E                                      |                                            |                             | Modifica les dades a Wikidata |
|        | Can Garriga               | Viladecavalls | masia        | Estil: arquitectura popular 18th century                 | 41° 32′ 49″ N, 1° 57′ 34″ E / 41.546831°N,1.959494°E ca:Camí de Can Coromines                           | bé cultural d'interès local                |                             | Modifica les dades a Wikidata |
|        | Can Gonteres              | Viladecavalls | masia        | Estil: arquitectura popular                              | 41° 34′ 05″ N, 1° 58′ 34″ E / 41.568128°N,1.976039°E ca:Carretera de Sant Llorenç, 50                   | bé integrant del patrimoni cultural català |                             | Modifica les dades a Wikidata |
|        | Can Marcet                | Viladecavalls | masia        | Estil: arquitectura popular 19th century                 | 41° 33′ 42″ N, 1° 55′ 49″ E / 41.561641°N,1.930282°E ca:Serra de Collcardús                             | bé cultural d'interès local                |                             | Modifica les dades a Wikidata |
|        | Can Margarit              | Viladecavalls | masia        | 16th century                                             | 41° 34′ 39″ N, 1° 56′ 49″ E / 41.577456552035°N,1.9468760754278°E ca:Serra de Collcardús                |                                            |                             | Modifica les dades a Wikidata |
|        | Can Mir Nou               | Viladecavalls | masia        |                                                          | 41° 33′ 21″ N, 1° 58′ 21″ E / 41.5559460547141°N,1.97252050178209°E                                     |                                            |                             | Modifica les dades a Wikidata |
|        | Can Mitjans               | Viladecavalls | masia        |                                                          | 41° 33′ 57″ N, 1° 57′ 57″ E / 41.5657406726313°N,1.96591293702427°E                                     |                                            |                             | Modifica les dades a Wikidata |
|        | Can Mitjans de Guardiola  | Viladecavalls | masia        | Estil: arquitectura popular 18th century                 | 41° 33′ 52″ N, 1° 58′ 03″ E / 41.564458°N,1.967462°E ca:Crtra. de Terrassa a Olesa, Km 8,200. Trencall. | bé cultural d'interès local                |                             | Modifica les dades a Wikidata |
|        | Can Purull                | Viladecavalls | masia        |                                                          | 41° 33′ 00″ N, 1° 57′ 32″ E / 41.5499774129284°N,1.95885007419329°E                                     |                                            |                             | Modifica les dades a Wikidata |
|        | Can Sanahuja              | Viladecavalls | masia        | Estil: arquitectura popular 19th century                 | 41° 31′ 58″ N, 1° 56′ 23″ E / 41.53287°N,1.939831°E ca:Plans de Can Sanahuja                            | bé cultural d'interès local                |                             | Modifica les dades a Wikidata |
|        | Can Tarumbot              | Viladecavalls | masia        |                                                          | 41° 32′ 36″ N, 1° 56′ 55″ E / 41.5433183189731°N,1.94864625095406°E                                     |                                            |                             | Modifica les dades a Wikidata |
|        | Can Tries                 | Viladecavalls | masia        | Estil: arquitectura popular                              | 41° 33′ 46″ N, 1° 58′ 48″ E / 41.562804°N,1.979937°E ca:Crtra. de Terrassa a Olesa, Km 2,3, Trencall.   | bé cultural d'interès local                |                             | Modifica les dades a Wikidata |
|        | Can Trullàs               | Viladecavalls | masia        | Estil: arquitectura popular                              | 41° 33′ 17″ N, 1° 56′ 42″ E / 41.554643°N,1.944955°E                                                    | bé cultural d'interès local                |                             | Modifica les dades a Wikidata |
|        | Can Turu                  | Viladecavalls | masia        | Estil: arquitectura popular Estat: enderrocat o destruït | 41° 33′ 12″ N, 1° 57′ 04″ E / 41.553347°N,1.950995°E ca:Masia Can Turu, s/n                             | bé integrant del patrimoni cultural català |                             | Modifica les dades a Wikidata |
|        | Forn de can Boada         | Viladecavalls | masia        |                                                          | 41° 34′ 25″ N, 1° 56′ 08″ E / 41.57358°N,1.9355°E ca:Serra de Collcardús                                |                                            |                             | Modifica les dades a Wikidata |
|        | la Calera                 | Viladecavalls | masia        |                                                          | 41° 34′ 07″ N, 1° 55′ 39″ E / 41.5685869695422°N,1.92757131988986°E                                     |                                            |                             | Modifica les dades a Wikidata |
|        | la Casanova               | Viladecavalls | masia        |                                                          | 41° 34′ 08″ N, 1° 55′ 28″ E / 41.5688100052395°N,1.92444923297185°E                                     |                                            | La Casanova (Viladecavalls) | Modifica les dades a Wikidata |

## molí d'aigua
| imatge | Nom                 | Ubicat a      | instància de | Detalls                     | coordenades                                                         | Protecció                                  | Commons (més fotos) | Dades a WD                    |
| ------ | ------------------- | ------------- | ------------ | --------------------------- | ------------------------------------------------------------------- | ------------------------------------------ | ------------------- | ----------------------------- |
|        | Molí de Can Cabassa | Viladecavalls | molí d'aigua | Estil: arquitectura popular |                                                                     | bé integrant del patrimoni cultural català |                     | Modifica les dades a Wikidata |
|        | el Molinot          | Viladecavalls | molí d'aigua |                             | 41° 34′ 27″ N, 1° 57′ 54″ E / 41.5741267002094°N,1.96495153877282°E |                                            |                     | Modifica les dades a Wikidata |

## muntanya
| imatge | Nom                  | Ubicat a                 | instància de | Detalls | coordenades                                                            | Protecció | Commons (més fotos)  | Dades a WD                    |
| ------ | -------------------- | ------------------------ | ------------ | ------- | ---------------------------------------------------------------------- | --------- | -------------------- | ----------------------------- |
|        | Cap del Ros          | Viladecavalls Vacarisses | muntanya     |         | 41° 34′ 35″ N, 1° 56′ 02″ E / 41.5763385712°N,1.93396849589°E 635 msnm |           | Turó del Ros         | Modifica les dades a Wikidata |
|        | Turó de la Beromina  | Viladecavalls            | muntanya     |         | 41° 34′ 25″ N, 1° 57′ 24″ E / 41.5736°N,1.95667°E 468 msnm             |           | Turó de la Barromina | Modifica les dades a Wikidata |
|        | Turó de les Guixeres | Viladecavalls Vacarisses | muntanya     |         | 41° 34′ 48″ N, 1° 56′ 54″ E / 41.57993°N,1.948392°E 573 msnm           |           | Turó de les Guixeres | Modifica les dades a Wikidata |

## nucli de població
| imatge | Nom         | Ubicat a      | instància de      | Detalls | coordenades                                                       | Protecció | Commons (més fotos) | Dades a WD                    |
| ------ | ----------- | ------------- | ----------------- | ------- | ----------------------------------------------------------------- | --------- | ------------------- | ----------------------------- |
|        | Can Corbera | Viladecavalls | nucli de població |         | 41° 34′ 00″ N, 1° 57′ 24″ E / 41.566737136006°N,1.9566448670703°E |           |                     | Modifica les dades a Wikidata |
|        | Can Pepet   | Viladecavalls | nucli de població |         | 41° 33′ 55″ N, 1° 59′ 08″ E / 41.565193542104°N,1.9854530820902°E |           |                     | Modifica les dades a Wikidata |

## pedrera
| imatge | Nom                    | Ubicat a      | instància de | Detalls | coordenades                                                                                | Protecció | Commons (més fotos) | Dades a WD                    |
| ------ | ---------------------- | ------------- | ------------ | ------- | ------------------------------------------------------------------------------------------ | --------- | ------------------- | ----------------------------- |
|        | Pedrera de Joan Purull | Viladecavalls | pedrera      |         | 41° 34′ 40″ N, 1° 57′ 25″ E / 41.5778187360556°N,1.95687957807735°E ca:Serra de Collcardús |           |                     | Modifica les dades a Wikidata |
|        | la Calera              | Viladecavalls | pedrera      |         | 41° 34′ 11″ N, 1° 55′ 20″ E / 41.569788304876°N,1.92215414141436°E                         |           |                     | Modifica les dades a Wikidata |

## polígon industrial
| imatge | Nom                            | Ubicat a      | instància de       | Detalls | coordenades                                                         | Protecció | Commons (més fotos) | Dades a WD                    |
| ------ | ------------------------------ | ------------- | ------------------ | ------- | ------------------------------------------------------------------- | --------- | ------------------- | ----------------------------- |
|        | Parc Logístic de Salut         | Viladecavalls | polígon industrial |         | 41° 33′ 43″ N, 1° 57′ 42″ E / 41.5620735883548°N,1.96178598690147°E |           |                     | Modifica les dades a Wikidata |
|        | Polígon industrial Can Mir     | Viladecavalls | polígon industrial |         | 41° 33′ 13″ N, 1° 58′ 21″ E / 41.5536852474094°N,1.97252033516056°E |           |                     | Modifica les dades a Wikidata |
|        | Polígon industrial Can Mitjans | Viladecavalls | polígon industrial |         | 41° 33′ 31″ N, 1° 57′ 55″ E / 41.5585643272212°N,1.96517592277566°E |           |                     | Modifica les dades a Wikidata |
|        | Polígon industrial La Bòbila   | Viladecavalls | polígon industrial |         | 41° 33′ 11″ N, 1° 56′ 53″ E / 41.5531838039875°N,1.94794679924985°E |           |                     | Modifica les dades a Wikidata |

## pont
| imatge | Nom                           | Ubicat a      | instància de | Detalls      | coordenades                                                                                   | Protecció | Commons (més fotos) | Dades a WD                    |
| ------ | ----------------------------- | ------------- | ------------ | ------------ | --------------------------------------------------------------------------------------------- | --------- | ------------------- | ----------------------------- |
|        | Viaducte de la riera de Gaià  | Viladecavalls | pont         | 19th century | 41° 34′ 13″ N, 1° 58′ 13″ E / 41.57023°N,1.97017°E ca:Urbanització de Sant Miquel de Gonteres |           |                     | Modifica les dades a Wikidata |
|        | Viaducte del torrent del Llor | Viladecavalls | pont         | 19th century | 41° 34′ 05″ N, 1° 57′ 57″ E / 41.56803°N,1.96589°E ca:Torres Verdes                           |           |                     | Modifica les dades a Wikidata |

## serra
| imatge | Nom                 | Ubicat a                 | instància de | Detalls | coordenades                                                                                            | Protecció | Commons (més fotos) | Dades a WD                    |
| ------ | ------------------- | ------------------------ | ------------ | ------- | --- | --------- | ------------------- | ----------------------------- |
|        | Carena del Pèlag    | Ullastrell Viladecavalls | serra        |         | 41° 32′ 44″ N, 1° 57′ 54″ E / 41.54569167°N,1.96486944°E                                               |           |                     | Modifica les dades a Wikidata |
|        | serra de Collcardús | Vacarisses Viladecavalls | serra        |         | 41° 34′ 35″ N, 1° 56′ 02″ E / 41.5764°N,1.93394°E ca:Sector sud-est del terme de Vacarisses 639.7 msnm |           | Serra de Collcardús | Modifica les dades a Wikidata |

## Misc
| imatge | Nom                                | Ubicat a      | instància de          | Detalls                                      | coordenades                                                                                          | Protecció                                            | Commons (més fotos)          | Dades a WD                    |
| ------ | ---------------------------------- | ------------- | --------------------- | -------------------------------------------- | --- | ---------------------------------------------------- | ---------------------------- | ----------------------------- |
|        | Can Boixeres                       | Viladecavalls | casa                  | Estil: arquitectura eclèctica 20th century   | 41° 34′ 29″ N, 1° 57′ 01″ E / 41.57468°N,1.95024°E ca:Camí de Can Boixeres, accés des de Can Corbera | bé cultural d'interès local                          | Can Boixeres (Viladecavalls) | Modifica les dades a Wikidata |
|        | Castell de Toudell                 | Viladecavalls | castell               |                                              | 41° 33′ 03″ N, 1° 58′ 05″ E / 41.550774°N,1.96804°E                                                  | bé d'interès cultural bé cultural d'interès nacional |                              | Modifica les dades a Wikidata |
|        | Forat del Vent                     | Viladecavalls | cova                  |                                              | 41° 34′ 29″ N, 1° 56′ 14″ E / 41.5746401055964°N,1.93730702464889°E ca:Serra de Collcardús           |                                                      |                              | Modifica les dades a Wikidata |
|        | Molí de vent de can Boada          | Viladecavalls | molí de vent          | 19th century                                 | 41° 34′ 25″ N, 1° 56′ 15″ E / 41.57353°N,1.93758°E ca:Serra de Collcardús                            |                                                      |                              | Modifica les dades a Wikidata |
|        | Portal de can Margarit             | Viladecavalls | element arquitectònic | 16th century                                 | 41° 33′ 37″ N, 1° 57′ 20″ E / 41.56016°N,1.95557°E ca:Carrer de Sant Martí, 67                       |                                                      |                              | Modifica les dades a Wikidata |
|        | Salt d'aigua del Molinot           | Viladecavalls |                       |                                              | 41° 34′ 27″ N, 1° 57′ 51″ E / 41.57411°N,1.96421°E ca:Al Torrent del Llor                            |                                                      |                              | Modifica les dades a Wikidata |
|        | capella del Sant Crist             | Viladecavalls | capella               | Arquitecte: Lluís Muncunill i Parellada 1913 | 41° 33′ 45″ N, 1° 57′ 19″ E / 41.5626°N,1.95516°E ca:Cementiri                                       |                                                      |                              | Modifica les dades a Wikidata |
|        | casa consistorial de Viladecavalls | Viladecavalls | casa consistorial     |                                              | 41° 33′ 18″ N, 1° 57′ 15″ E / 41.554973°N,1.9540611°E                                                |                                                      |                              | Modifica les dades a Wikidata |
|        | pi de can Corbera                  | Viladecavalls | arbre singular        |                                              | 41° 33′ 45″ N, 1° 57′ 33″ E / 41.56263°N,1.95921°E ca:Masia de Can Corbera                           |                                                      |                              | Modifica les dades a Wikidata |
|        | safareig de can Boada              | Viladecavalls | safareig              | 18th century                                 | 41° 34′ 24″ N, 1° 56′ 16″ E / 41.57339°N,1.93776°E ca:Serra de Collcardús                            |                                                      |                              | Modifica les dades a Wikidata |
|        | torrent de Sant Miquel             | Viladecavalls | riu                   | Desemboca: riera de Gaià Llarg: 2.7km        | 41° 32′ 56″ N, 1° 57′ 57″ E / 41.5489°N,1.96577°E                                                    |                                                      |                              | Modifica les dades a Wikidata |